# 半山区

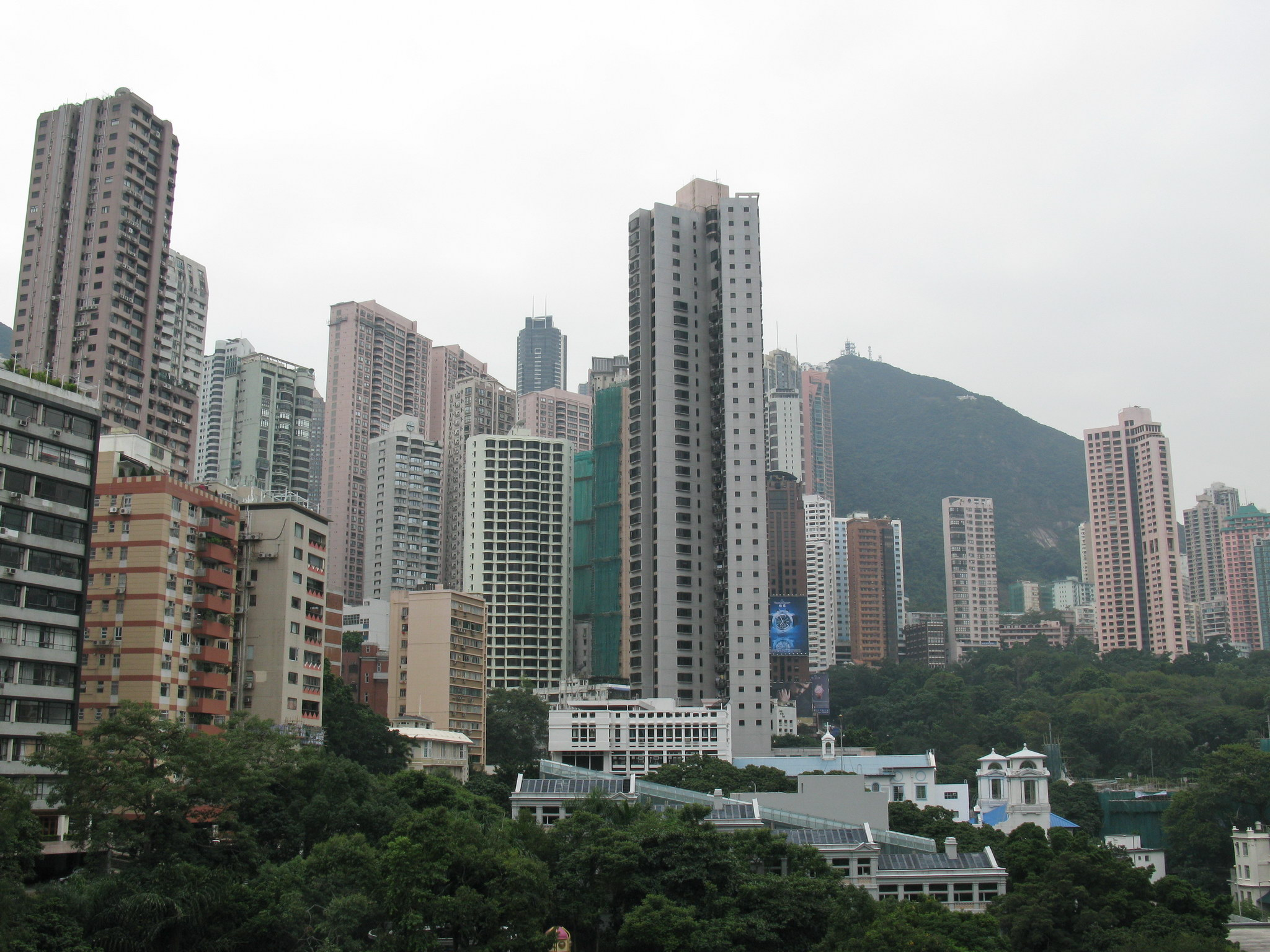
半山区住宅群

座標: 北緯22度16分57秒 東経114度08分33秒 / 北緯22.28262度 東経114.14261度
半山区（はんざんく、繁体字中国語: 半山區、広東語読み: プーンサーンコュー、英語: Mid-Levels ミッドレベルズ）は、香港島北側の、中心部の高台に広がる住宅地区である。

## 概要
香港有数の高級住宅地である。南側は山頂、北側はビジネス街中環に接している。香港18区で言うと、中西区に属する。しばしば「区」を取って、「半山」と呼ばれることもある。香港人・外国人を問わず富裕層が多く住む。
観光名物として、「中環至半山自動扶梯（ヒルサイド・エスカレーター）」がある。これはもともと、高台にある半山區の住民が、中環や金鐘などのビジネス街へ通勤するための利便を図るために建設されたものである（それゆえ通常は上り運転であるが、朝の通勤時間帯は半山區から中環方向への下り運転になる）。それが、映画『恋する惑星』の舞台として登場したことや、このエスカレーター沿いにソーホー（荷南美食區）などの観光資源もあることから、エスカレーターそのものが観光名所として知られるところとなった。巨額の税金を投じて作られた割には、利用者層が限られていることなどもあり、当初は不評であった。しかしながら、いまや多くの観光客に利用されている。